# 榎木淳弥
榎木 淳弥（えのき じゅんや、1988年10月19日 - ）は、日本の男性声優。東京都出身。アスレーベン所属。

## 経歴
大学時代に周囲の影響でアニメを見始めるようになり、『天元突破グレンラガン』に感動したことがきっかけで声優を目指す。従妹が声優の安済知佳だったことから、「遠い世界の話ではなかった」という。
アトミックモンキー 声優・演技研究所に3期生として入所、卒業後に事務所所属となる。
2021年、第8回Yahoo!検索大賞声優部門で8位を獲得。
2023年9月5日、総務省消防庁が創設した「消防応援大使」に、テレビアニメ『め組の大吾 救国のオレンジ』の原作者・曽田正人、斧田駿役の八代拓、中村雪役の佐倉綾音とともに任命された。
2025年6月30日付けでアトミックモンキーを退所。7月1日より新設事務所のアスレーベンに所属。

## 人物・エピソード
公式プロフィールの趣味・特技は散歩、剣道となっている。推していきたいニックネームは「えのきゅん」。
吹き替えでは、トム・ホランドを専属で担当している。ホランドの主演作である『スパイダーマン:ホームカミング』の吹き替え収録中、終盤にピーター・パーカーががれきの中から起き上がるシーンでは、丸一日収録をしてきて自身の体がボロボロになってきた状態と、ピーターのボロボロになった心情がうまく重なり号泣しながら演じたという。ホランドとは『スパイダーマン:ノー・ウェイ・ホーム』のPRでリモートでの対面を果たしており、その際に「君はとても上手くやってると思うよ。僕のアドバイスなんていらないと思う」とお墨付きを受けた。
幼少期は全く特撮に触れずに育ってきて、玩具も持っていなかったが、『忍者戦隊カクレンジャー』のみは唯一観ていたという。

## 出演
太字はメインキャラクター。

### テレビアニメ
2012年
- アルカナ・ファミリア -La storia della Arcana Famiglia-（クラウディオ）
- イクシオン サーガ DT（男）
- ソードアート・オンライン（2012年 - 2020年、応援部隊、リルピリン） - 3シリーズ

2013年
- 魔界王子 devils and realist（下級生B、生徒A）

2014年
- ノラガミ（生徒D）
- ゴールデンタイム（すーさん）
- ハイキュー!!（鈴木）
- 寄生獣 セイの格率（2014年 - 2015年、古谷タク）
- カードファイト!! ヴァンガード（2014年 - 2020年、綺場シオン、ファイター1） - 6シリーズ
- 四月は君の嘘（2014年 - 2015年、出場者、男子生徒）

2015年
- アブソリュート・デュオ（生徒、男性、神滅部隊）
- 俺物語!!（栗原オサム）
- 冴えない彼女の育てかた（2015年 - 2017年、喫茶店客） - 2シリーズ
- 境界のRINNE（轟レイジ）
- Dance with Devils（ヴァンパイアB、男子生徒、司祭、ヴァンパイア、司祭C）
- 櫻子さんの足下には死体が埋まっている（館脇正太郎）
- うたわれるもの 偽りの仮面（ウコンの部下）

2016年
- ベイブレードバースト（2016年 - 2019年、紅シュウ） - 3シリーズ
- 宇宙パトロールルル子（AΩ・ノヴァ）
- とんかつDJアゲ太郎（学生）
- チア男子!!（柔道部員①、男子学生、翔の友人、柔道部員、係員）
- OZMAFIA!!（ヘンゼル）
- ガーリッシュナンバー（万葉マネ、クースレ製作進行）
- はがねオーケストラ（カジカ）
- 刀剣乱舞-花丸-（2016年 - 2018年、堀川国広） - 2シリーズ
- タイガーマスクW（ブル）

2017年
- クズの本懐（斎藤）
- ロクでなし魔術講師と禁忌教典（カッシュ＝ウィンガー）
- ラブ米 -WE LOVE RICE-（ANN / ショート） - 2シリーズ
- ソード・オラトリア ダンジョンに出会いを求めるのは間違っているだろうか外伝（セイン・イール）
- GRANBLUE FANTASY The Animation（トモイ）
- 活撃 刀剣乱舞（堀川国広）
- 賭ケグルイ（男子生徒）
- ナナマル サンバツ（柴田勝）
- 徒然チルドレン（辻啓介）
- UQ HOLDER! 〜魔法先生ネギま!2〜（三橋徹）
- アイドルマスター SideM（舞田類）
- 将国のアルタイル（ジャコモ・ロレダン）
- クジラの子らは砂上に歌う（シコン）

2018年
- 働くお兄さん!（ジャコネ川先輩、おでん、ニワトリのカップル〈♂〉）
- 斉木楠雄のΨ難（男子生徒B）
- グランクレスト戦記（フリント）
- ガンダムビルドダイバーズ（ダイバー）
- ニル・アドミラリの天秤（燕野太郎、謎野村雨）
- 多田くんは恋をしない（谷中肇翔）
- 蒼天の拳 REGENESIS（霞羅門）
- つくもがみ貸します（清次）
- BORUTO-ボルト- NARUTO NEXT GENERATIONS（トマル）
- ぐらんぶる（2018年 - 2025年、山本真一郎） - 2シリーズ
- 音楽少女（金時弦太）
- 風が強く吹いている（2018年 - 2019年、城太郎〈ジョータ〉）
- アイドルマスター SideM 理由あってMini!（舞田類

）
- ポチっと発明 ピカちんキット（2018年 - 2019年、六つ子、愛藤ロム）
- ラディアン（2018年 - 2020年、新人兵士 / 新人兵士ガーヴィス→ガーヴィス） - 2シリーズ
- SSSS.GRIDMAN（タカト） - 2023年に劇場総集編公開
- ジョジョの奇妙な冒険 黄金の風（2018年 - 2019年、パンナコッタ・フーゴ）
- レイトン ミステリー探偵社 〜カトリーのナゾトキファイル〜（クリス）

2019年
- ブギーポップは笑わない（早乙女正美）
- エガオノダイカ（ルネ・ヴァンキッシュ）
- 逆転裁判 〜その「真実」、異議あり!〜（呑田菊三）
- この音とまれ!（倉田武蔵） - 2シリーズ
- イナズマイレブン オリオンの刻印（レイナルド・バラハ）
- さらざんまい（選手A）
- スター☆トゥインクルプリキュア（2019年 - 2020年、軽部タツノリ、プルンサ）
- パズドラ（2019年 - 2022年、臼井景夫、天翼機・セラフィス、光の星導機・オルファリオン）
- 胡蝶綺 〜若き信長〜（滝川一益）
- ありふれた職業で世界最強（2019年 - 2022年、遠藤浩介） - 2シリーズ
- 厨病激発ボーイ（九十九零）
- 真・中華一番!（2019年 - 2021年、フェイ） - 2シリーズ
- BEASTARS（2019年 - 2021年、ジャック、ミズチの彼氏、ファッジ） - 2シリーズ
- あひるの空（2019年 - 2020年、沢賢人）
- Fairy gone フェアリーゴーン（クアトー）

2020年
- ID:INVADED イド:インヴェイデッド（若鹿一雄）
- 空挺ドラゴンズ（ヒーロ）
- ダーウィンズゲーム（イヌカイ）
- ドロヘドロ（心〈少年〉）
- 八男って、それはないでしょう!（ヴェンデリン・フォン・ベンノ・バウマイスター / 一宮信吾）
- シャドウバース（2020年 - 2024年、夜那月ルシア） - 2シリーズ
- 富豪刑事 Balance:UNLIMITED（星野涼）
- アルテ（アンジェロ）
- 食戟のソーマ 豪ノ皿（トミー・リボルバー）
- トニカクカワイイ（2020年 - 2023年、由崎星空） - 2シリーズ
- 呪術廻戦（2020年 - 2023年、虎杖悠仁） - 2シリーズ
- 半妖の夜叉姫（2020年 - 2022年、日暮草太） - 2シリーズ
- 進撃の巨人（幼少ライナー / 少年ライナー）

2021年
- アイ★チュウ（黎朝陽）
- 天地創造デザイン部（下田）
- 2.43 清陰高校男子バレー部（黒羽祐仁）
- プレイタの傷（茶木縞カガミ）
- はたらく細胞BLACK（赤血球〈AA2153〉）
- スケートリーディング☆スターズ（山下竜也）
- 蜘蛛ですが、なにか?（ユリウス・ザガン・アナレイト）
- ふしぎ駄菓子屋 銭天堂（松原浩介）
- SSSS.DYNAZENON（麻中蓬） - 2023年に劇場総集編公開
- 宇宙なんちゃら こてつくん（2021年 - 2023年、ニコ）
- 恋と呼ぶには気持ち悪い（多丸快）
- シャドーハウス（2021年 - 2022年、オリバー / オリー） - 2シリーズ
- 擾乱 THE PRINCESS OF SNOW AND BLOOD
- SCARLET NEXUS（ユイト・スメラギ）
- カノジョも彼女（2021年 - 2023年、向井直也、拓也） - 2シリーズ
- 東京リベンジャーズ（2021年 - 2023年、乾青宗） - 3シリーズ
- 古見さんは、コミュ症です。（2021年 - 2022年、古見笑介） - 2シリーズ
- 鬼滅の刃（煉󠄁獄千寿郎） - 2シリーズ

2022年
- 東京24区（蒼生シュウタ）
- お昼のショッカーさん（ショッカーさん2 / 中島、蜘蛛男、ヒトデンジャー）
- リーマンズクラブ（白鳥尊）
- アオアシ（本木遊馬）
- ヒロインたるもの!〜嫌われヒロインと内緒のお仕事〜（白波渚）
- 名探偵コナン（青木啓二）
- 群青のファンファーレ（田安如乃）
- 惑星のさみだれ（雨宮夕日）
- うちの師匠はしっぽがない（まめだ父）
- 農民関連のスキルばっか上げてたら何故か強くなった。（アル・ウェイン）
- 名探偵コナン 犯人の犯沢さん（アナウンス、犯林つとむ、市民）
- 機動戦士ガンダム 水星の魔女（2022年 - 2023年、マルタン・アップモント） - 2シリーズ
- ポプテピピック TVアニメーション作品第二シリーズ（ポプ子〈第3話Bパート〉）

2023年
- 冰剣の魔術師が世界を統べる（レイ＝ホワイト）
- 神達に拾われた男2（ドルチェ）
- テクノロイド オーバーマインド（シルバ）
- 『FLAGLIA』〜なつやすみの物語〜（レン）
- 魔術士オーフェンはぐれ旅 シリーズ（ライアン） - 2シリーズ
- 神無き世界のカミサマ活動（卜部征人）
- ニンジャラ（エゼット）
- 青のオーケストラ（原田蒼）
- スキップとローファー（風上先輩）
- THE MARGINAL SERVICE（ノア）
- Fate/strange Fake（2023年 - 2025年、ファルデウス・ディオランド） - 2シリーズ
- 自動販売機に生まれ変わった俺は迷宮を彷徨う（2023年 - 2025年、白） - 2シリーズ
- うちの会社の小さい先輩の話（山岸裕介、チャラ男）
- 悲劇の元凶となる最強外道ラスボス女王は民の為に尽くします。（アーサー・ベレスフォード）
- ライアー・ライアー（榎本進司）
- スパイ教室（バロン）
- Helck（アウギス）
- め組の大吾 救国のオレンジ（2023年 - 2024年、十朱大吾）
- 鴨乃橋ロンの禁断推理（2023年 - 2024年、一色都々丸） - 2シリーズ
- キャプテン翼シーズン2 ジュニアユース編（2023年 - 2024年、フランツ・シェスター）
- お嬢と番犬くん（田貫幹男）

2024年
- 俺だけレベルアップな件（2024年 - 2025年、美濃部剛） - 2シリーズ
- 刀剣乱舞 廻 -虚伝 燃ゆる本能寺-（堀川国広）
- ROLY POLY PEOPLES（ブルース）
- オーイ!とんぼ（ブンペイ） - 2シリーズ
- 黒執事 -寄宿学校編-（ロレンス・ブルーアー）
- 出来損ないと呼ばれた元英雄は、実家から追放されたので好き勝手に生きることにした（クラーク）
- WIND BREAKER（2024年 - 2025年、名取慎吾） - 2シリーズ
- 2.5次元の誘惑（奥村正宗）
- キミと僕の最後の戦場、あるいは世界が始まる聖戦 Season II（2024年 - 2025年、ヨハイム）
- ばいばい、アース（2024年 - 2025年、ギネス） - 2シリーズ
- ぷにるはかわいいスライム（2024年 - 2025年、南波遊助、三角コーン） - 2シリーズ
- ドラゴンボールDAIMA（2024年 - 2025年、デゲス）
- 結婚するって、本当ですか（ナレーション）

2025年
- 想星のアクエリオン Myth of Emotions（ナヌーク）
- プリンセッション・オーケストラ（ベス）
- あらいぐま カルカル団（アカカル）
- New PANTY & STOCKING with GARTERBELT（ポリエステル）

時期未定
- BLACK TORCH（桐原零司）

### 劇場アニメ
2015年
- 心が叫びたがってるんだ。（斎藤）

2017年
- BLAME!
- 刀剣乱舞-花丸- 〜幕間回想録〜（堀川国広）
- Dance with Devils-Fortuna-（ヴァンパイアB）

2018年
- 劇場版 ひらがな男子〜序〜（ち）
- 機動戦士ガンダムNT（ヨナ・バシュタ）
- 映画 妖怪ウォッチ FOREVER FRIENDS（賢神アマテラス）

2019年
- 劇場版 ダンジョンに出会いを求めるのは間違っているだろうか -オリオンの矢-（セイン・イール）

2020年
- デジモンアドベンチャー LAST EVOLUTION 絆（高石タケル）
- 劇場版 鬼滅の刃 無限列車編（煉󠄁獄千寿郎）

2021年
- 竜とそばかすの姫
- 僕のヒーローアカデミア THE MOVIE ワールド ヒーローズ ミッション（サーペンターズ）

2022年
- ブルーサーマル（空知大介）
- 映画ざんねんないきもの事典（ジェイソン）

2023年
- グリッドマン ユニバース（麻中蓬）
- アリスとテレスのまぼろし工場（菊入正宗）
- デジモンアドベンチャー02 THE BEGINNING（高石タケル）

2024年
- 範馬刃牙VSケンガンアシュラ（今井コスモ）

2025年
- ひゃくえむ。（沼野）

時期未定
- ククリレイジュ -三星堆伝奇-（マサラ）

### OVA
2010年代
- D.C.I&II P.S.P. RE-ANIMATED（2010年、男子学生） - 『D.C.I&II P.S.P. プラスシチュエーション ポータブル プラチナパック』同梱Blu-ray
- STEINS;GATE（2012年、司会者） - Blu-ray Disc&DVD第9巻
- デジモンアドベンチャー tri.（2015年 - 2018年、高石タケル）

2020年代
- 新テニスの王子様 氷帝vs立海 Game of Future（2021年、玉川よしお）
- トニカクカワイイ 〜SNS〜（2021年、由崎星空）

### Webアニメ
2010年代
- アニメで分かる心療内科（2015年、男、男子学生、行司、サラリーマン、客引き）
- ホイッスル!（ボイスリメイク版）（2016年、若菜結人）
- 十万個のダジャレ 11区番外篇（付き人）
- 草加市制60周年記念アニメ「きみの待つ未来へ」（2018年、鈴木創太）
- ケンガンアシュラ（2019年、今井コスモ） - 2シリーズ

2020年
- ベイブレードバースト スパーキング（2020年 - 2021年、紅シュウ）
- 爆丸アーマードアライアンス（エトリス）
- ホクレンアニメーション「from North Field_episode1」（保田樹）

2021年
- 天空侵犯（本城理火）
- しゃばけ（若だんな）
- ベイブレードバースト ダイナマイトバトル（2021年 - 2022年、紅シュウ）
- みにヴぁん ら〜じ（バイトたち、綺場シオン）
- がんばれ同期ちゃん（同期くん）
- スター・ウォーズ：ビジョンズ「THE TWINS」（カレ）

2022年
- テルマエ・ロマエ ノヴァエ（マルクス・アンニウス・ウェルス）
- ROLY POLY PEOPLES（2022年 - 2023年、ブルース）
- トニカクカワイイ（2022年 - 2023年、由崎星空） - 2シリーズ
- きよねこっ（2022年 - 2023年、三郎、デーブ・スペクター、果汁、野良猫D、通行人5）

2024年
- 餓狼伝: The Way of the Lone Wolf（疋田友之）

### ゲーム
2011年
- Starry☆Sky 〜After Autumn〜（サトちん 他）

2012年
- 喋る！海賊ファンタジア（魔術学士ヒューム）

2013年
- OZMAFIA!!（ヘンゼル）
- マジョリカ★ファミリア（騎士道天使サツエル、悪魔参謀エイジャ）
- マブラヴ オルタネイティヴ クロニクルズ 04

2014年
- 声カレ〜放課後キミに会いに行く〜（高坂航）
- 薄桜鬼SSL 〜sweet school life〜

2015年
- アイ★チュウ（黎朝陽）
- アイドルマスター SideM（2015年 - 2023年、舞田類）
- OZMAFIA!! -vivace-（ヘンゼル）
- グランブルーファンタジー（2015年 - 2023年、トモイ、堀川国広、虎杖悠仁） - 3作品
- 刀剣乱舞 ONLINE（2015年 - 2024年、堀川国広）
- ヴァルプルガの詩（宇佐）
- 夢王国と眠れる100人の王子様（ジェルバー、凍哉）

2016年
- イケメン革命 アリスと恋の魔法（ルカ＝クレメンス）
- 一血卍傑-ONLINE-（オモイカネ、サルトビサスケ、ジュロウ）
- 王與異界騎士（裴章、特拉库）
- エンドライド -X fragments-（セレスト）
- カードファイト!! ヴァンガードG ストライド トゥ ビクトリー!!（綺場シオン）
- カクテル王子（ソルティ・ドッグ）
- クイズRPG 魔法使いと黒猫のウィズ（サクト・オオガミ）
- サモンナイト6 失われた境界たち（ソル）
- 罪喰い 〜千の呪い、千の祈り〜（田井蒼太）
- ニル・アドミラリの天秤 帝都幻惑綺譚（燕野太郎）
- ベイブレードバースト（紅シュウ）
- はがねオーケストラ（カジカ）
- マジカルデイズ the Brats’s Parade（シエル）

2017年
- アニドルカラーズ（金森碧叶）
- 契約結婚〜大統領と秘密の花嫁!?〜（橙野侑也）
- ディアマジ ―魔法少年学科―（才賀アラタ）
- ニル・アドミラリの天秤 クロユリ炎陽譚（燕野太郎）
- ひらがな男子 いつらのこゑ（ち）
- ベイブレードバースト ゴッド（紅シュウ）
- ミトラスフィア
- 結ひの忍（玉子石青）
- アイドルマスター SideM LIVE ON ST@GE!（2017年 - 2020年、舞田類）

2018年
- 神無月（ディリア）
- 虐殺ハッピーエンド（草壁真琴）
- Collar×Malice -Unlimited-（橘千聖）
- IDOL FANTASY - アイドルファンタジー -（熊野古満）
- LibraryCross∞ -ライブラリークロスインフィニット-（モモ）
- オンエア!（光城新多）
- アークザラッド R（ゲラー）
- ベイブレードバースト バトルゼロ（レッドアイ、紅シュウ）
- Cendrillon palikA（刈鐘）
- スターリィパレット（五十嵐一雪）
- 紡ロジック（瀧紡）
- スーパーロボット大戦シリーズ（2018年 - 2021年、ヨナ・バシュタ） - 2作品
- 妖怪ウォッチ ぷにぷに（賢神アマテラス、乾青宗）

2019年
- カーストヘヴン（巽）
- ダンキラ!!! - Boys, be DANCING! - （三木望）
- ケンガン Ultimate Battle（今井コスモ）
- 機動戦士ガンダム エクストリームバーサス2（2019年 - 2025年、ヨナ・バシュタ） - 4作品
- 剣が刻（周）
- 非人類学園 Extraordinary Ones（雷震子）
- ピカちんキット ポチっとパズル（愛藤ロム）
- グラフィティスマッシュ（シアード）
- 妖怪ウォッチ4++（賢神アマテラス）

2020年
- ジョジョの奇妙な冒険 シリーズ（2020年 - 2023年、パンナコッタ・フーゴ） - 3作品
- Death end re;Quest2（水梨新）
- ファイアーエムブレム 風花雪月（ユーリス＝ルクレール） - DLC追加キャラクター
- アイ★チュウ Étoile Stage（黎朝陽）
- 八男って、それはないでしょう!〜もう一人の転生者〜（ヴェンデリン）
- キューピット・パラサイト（螢彩院・F・琉輝）
- キャプテン翼 RISE OF NEW CHAMPIONS（フランツ・シェスター）
- 明治活劇 ハイカラ流星組 -成敗しませう、世直し稼業-（南郷久史）
- 真・女神転生III NOCTURNE HD REMASTER（主人公）
- シャドウバース チャンピオンズバトル（夜那月ルシア）
- 共闘ことばRPG コトダマン（2020年 - 2023年、ユーキ、エン舞レイズ、メッキマリエス、マサキリ、虎杖悠仁、乾青宗）

2021年
- モンスターストライク（2021年 - 2025年、虎杖悠仁、パンナコッタ・フーゴ、奥村正宗）
- 縁がわ男子とけものたん（陽太郎）
- Paradigm Paradox（新記ミハヤ）
- SCARLET NEXUS（ユイト・スメラギ）
- ネコぱら- Catboys Paradise（ディル）
- フィギュアストーリー（諸葛孔明）
- ファイアーエムブレム ヒーローズ（2021年 - 2025年、ユーリス、ファバル）
- アイドルマスター ポップリンクス（舞田類）
- アイドルマスター SideM GROWING STARS（2021年 - 2023年、舞田類）
- 鬼滅の刃 ヒノカミ血風譚（煉󠄁獄千寿郎）
- 真・女神転生V（人修羅）
- ウインドボーイズ！（神野藤幹雄）

2022年
- テクノロイド ユニゾンハート（シルバ）
- ぷよぷよ!!クエスト（虎杖悠仁）
- ラディアンテイル（ザフォラ）
- 機動戦士ガンダム U.C. ENGAGE（2022年 - 2024年、ヨナ・バシュタ）
- ファイアーエムブレム無双 風花雪月（ユーリス＝ルクレール）
- SDガンダム バトルアライアンス（ヨナ・バシュタ） - DLC追加キャラクター
- ノーモア★ヒーローズ3（デーモン・リカテロ）
- MARVEL SNAP（スパイダーマン）
- ニューラルクラウド（シーモ）
- Fit Boxing 北斗の拳 〜お前はもう痩せている〜（バット）

2023年
- OCTOPATH TRAVELER II（聖堂騎士クリック）
- タワーオブスカイ（トルニ）
- ゼノブレイド3（マシュー）
- 崩壊:スターレイル（2023年 - 2025年、男性主人公）
- 結合男子（安酸栄都）
- ラディアンテイル 〜ファンファーレ！〜（ザフォラ）
- 呪術廻戦 ファントムパレード（虎杖悠仁）
- 東方幻想エクリプス（森近霖之助）
- キューピット・パラサイト -Sweet & Spicy Darling.-（螢彩院・F・琉輝）

2024年
- 呪術廻戦 戦華双乱（虎杖悠仁）
- 星になれ ヴェーダの騎士たち（レオン）
- 真・女神転生V Vengeance（人修羅）
- ポケモンマスターズEX（セイボリー）
- ライブ・ア・ヒーロー!（カネス）
- Death end re;Quest Code Z（水梨新、ミズナシ・アラタ）
- 機動戦士ガンダム アーセナルベース（ヨナ・バシュタ）
- Wizardry Variants Daphne（ピカレル）

2025年
- SDガンダム GGENERATION ETERNAL（ヨナ・バシュタ）
- 餓狼伝説 City of the Wolves（北斗丸）
- ペルソナ5: The Phantom X（須見俊也）
- 龍の国 ルーンファクトリー（スバル）
- ドラゴンボールZ カカロット（デゲス）
- スーパーロボット大戦Y（麻中蓬）
- みんなのGOLF WORLD（ミズキ）

### ドラマCD
- THE IDOLM@STER SideM ST@RTING LINE -05 W（舞田類）
- THE IDOLM@STER SideM ST@RTING LINE -06 S.E.M（舞田類）
- 明日をくれた君に、光のラブレターを 朗読CD（朗読）
- 安倍晴明異聞〜音霊の抄〜（水兄、ナレーション）
- 安倍晴明異聞〜双劔の抄〜（水兄）
- 宇宙パトロールルル子 ブルーレイディスク 初回生産限定版 特典CD（AΩ・ノヴァ）
- カフェdeパーリナイ ダンチョのお悩み俺らがまるっと秒で解決編SP 〜GRANBLUE FANTASY〜（トモイ）
- 機動戦士ガンダム 水星の魔女 スペシャルドラマCD（マルタン・アップモント[236]） - Blu-ray特装限定版封入特典
- 午前0時、キスしに来てよ(9) ドラマCD付き特装版（あーちゃん）
- STAND BY YOU（西野和也）
- 罪喰い〜花は謳う〜（田井蒼太）
- 星空ホールへおいでよ♪ 凛桜&タクト編〜大好きなあなたへ〜（凛桜）
- 星空ホールへおいでよ♪ 楽器たちのナイショ話ドラマCD（凛桜[237]）
- モンスター・コレクション TCGドラマCD 七星魔導史マフィン伝「魔剣の姫君と暗黒郷の秘儀」（ココ）
- 理想的ボーイフレンド（春田楓）
- 朗読喫茶 噺の籠〜あらすじで聴く日本文学全集〜

### シチュエーションCD
- ぺろぺろ男子 Sweet Valentine's Day（美濃蒸籠[238]）
- おしかり男子CD〜if〜 （ひとし）
- なぐさめ男子CD〜if〜 （ひとし）
- 宅配彼氏「年下の彼・若菜チヒロ」（若菜チヒロ）
- Giocoso（沖田ともや）
- Re◆CARAT Vol.4（彩木一十[239]）
- ディア♥ヴォーカリスト（KOH4〈コーシ〉[240]）

### BLCD
2014年
- 新庄くんと笹原くん（2014年 - 2019年、友人）
  - 新庄くんと笹原くん2

- 青年発火点（2014年 - 2015年、友人A）
  - 青年発火点 ミニドラマCD ※『月刊ディアプラス』2015年03月号付録

2015年
- ごめんねアイドルくん（2015年-2017年、宮崎未来）
  - おやすみアイドルくん

2016年
- ひだまりが聴こえる（2016年 - 2021年、佐川太一）
  - ひだまりが聴こえる -幸福論-
  - ひだまりが聴こえる -リミット-1
  - ひだまりが聴こえる -リミット-2
  - ひだまりが聴こえる -リミット-3

- ギヴン－given－ シリーズ（2016年 - 2020年、板谷翔吾）
  - ギヴン-given-
  - ギヴン-given-2
  - ギヴン-given-3
  - ギヴン-given-5

- カーストヘヴン（2016年 - 2021年、巽）
  - カーストヘヴン3（巽耀一郎）
  - カーストヘヴン 修学旅行編

2017年
- お隣さん家の兄弟事情〜山田家の場合〜（山田二葉）
- 獣人オメガバース シリーズ（2017年 - 2019年、カイ）
  - ペンデュラム-獣人オメガバース-
  - レムナント3-獣人オメガバース- アニメイト限定セット ミニドラマCD付
  - レムナント2-獣人オメガバース-
  - レムナント3-獣人オメガバース-

2018年
- かしこまりました、デスティニー -Answer-（ハジメ）
- 私の知らない彼らのヒミツ2（中原晴人）

2019年
- 蟷螂の檻（西浦健一）
- サハラの黒鷲（2019年 - 2020年、トール）
  - サハラの黒鷲2 sideアルキル

- 彼らの恋の行方をただひたすらに見守るCD「男子高校生、はじめての」シリーズ（2019年 - 2022年、水都涼）
  - 〜第11弾 あまえたがりキングと世話焼きジャック〜
  - 4th after Disc 〜Just you!〜
  - オールコンビネーションCD vol. 4

- カラスの嫁入り（烏城凪）

2020年
- 俺は頼り方がわかりません（牧野）
  - 俺は頼り方がわかりません 3巻 限定版CD付

2021年
- スモーキーネクター（2021年ー2023年、羽瀬川みつる）
  - スモーキーネクター Renew

- 兎の森1（2021年－2023年、志井）
  - 兎の森2

2023年
- 僕らの一線（芝咲良）

### オーディオドラマ
- オーディオシネマ「盗聴探偵物語」 最終話 瀬良亮介、永遠なれ！前編・後編（2015年[245][246]）
- リアルでレベル上げしたらほぼチートな人生になった（2016年、夏野太陽[247]）
- SSSS.DYNAZENON ボイスドラマ（2021年、麻中蓬）
- 五十嵐くんと中原くん（2021年、中原冬吾）
- ありふれた職業で世界最強 ボイスドラマ（2022年、遠藤浩介）
- 聴くanime「八日後、君も消えるんだね」（2022年、逢沢陽平[248]）
- 毎日家に来るギャルが距離感ゼロでも優しくない（2023年、宇津木太一）
- アイドルマスター SideM「315 PASSION CONTENTS」（2023年 - 2024年、舞田類） - 3作品[一覧 38]

### デジタルコミック
- VOMIC
  - この音とまれ!（生徒）
  - 食戟のソーマ（男子生徒）
  - マイルノビッチ（香月未来[249]）
- MOKURI〜ア・ピアチュール音楽祭〜（2021年、ヘッジ[250]）
- ほむら先生はたぶんモテない（2021年、ほむら先生[251]）
- イビルヒーローズ（2021年、英雄[252]）
- ミルフイユ（2021年、岡村昌幸[253]）
- カク云ウボクモ（2021年、僕[254]）
- 恋の仕方がわからない（2022年、逢見[255]）
- 先輩、断じて恋では!（2022年、金田）
- 推しに認知してもらうためにアイドル始めました。（2024年、文野ユウキ[256]）
- 聖女なのに国を追い出されたので、崩壊寸前の隣国へ来ました（2024年、ラオウハルト[257]） - 2025年にテレビ放送

### 吹き替え

#### 担当俳優
トム・ホランド（トム・ホランド本人公認）
- マーベル・シネマティック・ユニバース（2016年 - 2022年、ピーター・パーカー / スパイダーマン）
  - シビル・ウォー/キャプテン・アメリカ
  - スパイダーマン:ホームカミング
  - アベンジャーズ/インフィニティ・ウォー
  - アベンジャーズ/エンドゲーム
  - スパイダーマン:ファー・フロム・ホーム
  - スパイダーマン:ノー・ウェイ・ホーム

- ウィンターストーム 雪山の悪夢（2017年、ブラッドリー・ベイカー）
- ザ・シェフ・ショー 〜だから料理は楽しい!〜（2019年、本人）
- 悪魔はいつもそこに（2020年、アーヴィン・ラッセル）
- エジソンズ・ゲーム（2020年、サミュエル・インサル）
- チェリー（2021年、チェリー）
- アンチャーテッド（2022年、ネイサン・ドレイク）

#### 映画
- ヴァンパイア・アカデミー（2014年、メイソン〈キャメロン・モナハン〉）
- ラスト・ワールド（2014年、チップス〈ダリル・サバラ〉[269]）
- ジョシュア: 大国に抗った少年（2017年、ジョシュア・ウォン）
- バッド・ママのクリスマス（2018年、ディラン〈エムジェイ・アンソニー〉）
- IT/イット “それ”が見えたら、終わり。（2018年、ビクター・クリス〈ローガン・トンプソン〉[270]）
  - IT/イット THE END “それ”が見えたら、終わり。（2019年、ビクター・クリス〈ローガン・トンプソン〉[271]）
- トゥームレイダー ファースト・ミッション（2018年、ニティン〈アントニオ・アーキール〉[272]）
- 7月22日（2018年、ビリヤル〈ヨナス・ストラン・グラヴリ〉）
- アリータ: バトル・エンジェル（2019年、タンジ〈ジョージ・レンデボーグ・Jr〉[273]）
- ヘイト・ユー・ギブ（2019年、クリス〈KJ・アパ〉[274]）
- マッドマックス 怒りのデス・ロード（2019年、ニュークス〈ニコラス・ホルト〉[275]）※ザ・シネマ版
- エスケープ・ルーム（2020年、ダニー・カーン〈ニック・ドダニ〉[276]）
- この茫漠たる荒野で（2021年、ジョン・カリー〈フレッド・ヘッキンジャー〉）
- オハナ（2021年）
- サムワン・インサンド（2021年、ロドリゴ）
- アナザーラウンド（2022年、ヨナス〈マグナス・シャアロプ〉[277]）
- フォールアウト（2022年、ニック〈ウィル・ロップ〉[278]）
- ブラックアダム（2022年、アル・ロススタイン / アトム・スマッシャー〈ノア・センティネオ〉[279]）

#### ドラマ
- 超能力ファミリー サンダーマン（2014年、オイスター〈タナー・スティーン〉）
- ラッシュアワー #9（2016年）
- スーパーナチュラル シーズン13 #5（2018年）
- SUPERGIRL/スーパーガール シーズン4 #7（2018年）
- ブラインドスポット タトゥーの女 シーズン3 #5（2018年、バーニャ〈アレックス・オーゼロフ〉）
- アウトランダー（2019年、ヤング・イアン・マーレイ〈ジョン・ベル〉[280]）
- マジシャンズ シーズン5 #4,#6（2020年、ストッパーズ〈ダニエル・ヤン〉）
- ムーブ・トゥ・ヘブン: 私は遺品整理士です（2021年、ハン・グル〈タン・ジュンサン〉[281]）
- ディスカバリー・オブ・ウィッチズ（2021年、マーカス〈エドワード・ブルーメル〉[282]）
- イカゲーム（2021年 - 2024年、ファン・ジュノ〈ウィ・ハジュン〉[283]）
- ザ・ステアケース -偽りだらけの真実-（2022年、クレイトン・ピーターソン〈デイン・デハーン〉[284]）
- ARMORED SAURUS アーマードサウルス（2023年、ハンギョル〈ユ・ジェヨン〉[285]）

#### アニメ
- ホワット・イフ...?（2021年、ピーター・パーカー / スパイダーマン[286]）
- 銀のドラゴン ファイアドレイク（2021年、ファイアドレイク）
- スター・ウォーズ: ビジョンズ（2021年、カレ）

### ラジオ
※はインターネット配信。
- 超えろ!ヴァンガードG（2015年、ラジオ大阪・HiBiKi Radio Station※）
- ラジオ ヴァンガードG 挑め!掴め!トライスリー!!!（2015年 - 2016年、HiBiKi Radio Station※）[287]
- MAN TWO MONTH RADIO 榎木淳弥の『えのきですがきのこは苦手です。』（2016年4月 - 5月、AG-ON※・超!A&G+※）[288]
- ラジオ ヴァンガードG NEXT（2016年 - 2017年、ラジオ大阪・HiBiKi Radio Station※）[289]
- アイドルマスター SideM ラジオ 315プロNight!（2017年、ニコニコ生放送※）
- 月刊 新・男前通信6月号〜月刊 榎木淳弥（2017年、文化放送モバイルplus※）
- 生8P Radio〜リーディングイベントへの道〜 榎木淳弥＆益山武明編（2017年、アニメイトチャンネル※）
- 活撃 刀剣乱舞 ラジオの陣（2017年、HiBiKi Radio Station※）
- ラジオ ヴァンガードG Z（2018年1月6日・1月13日 、ラジオ大阪・HiBiKi Radio Station※）
- 8P Radio 〜新世界への道〜 第4回：八代拓＆榎木淳弥編（2018年、アニメイトタイムズ※）[290]
- 榎木淳弥・堀江瞬 エノホリック（2018年 - 2021年、ラジオ大阪・FRESH!※）[291]
- つくもがみ貸します〜出雲屋見聞録〜（2018年、音泉※）[292]
- BEASTARS レゴシとジャックのドッグレディオ！（2019年、音泉※）[293]
- TVアニメ「トニカクカワイイ」司と星空のカワイイ＆尊い新婚ラジオ略してトニラジ！（2020年 - 、音泉※）[294]
- 一緒に「はたらく細胞」らじお（2021年、音泉※）
- 呪術廻戦 じゅじゅとーく（2021年、Spotify※）[295]
- アニメDYNAZENON ラジオ よもゆめインパーフェクト（2021年、音泉※）[296]
- 呪術廻戦 じゅじゅとーく ニキ（2023年 - 、Spotify※）[297]

### ナレーション
- WONDER FILMING〜体感！イマーシブサウンドの世界〜（2021年）[298]
- 立正大学生の一日（2021年）[299]
- 甦る!エジプトに眠る財宝 2（2021年）[300]
- 第74回NHK紅白歌合戦（2023年12月31日、NHK）VTRナレーション[301]

### CM
- 三菱電機ビルテクノサービス「街を動かせ」（2021年）[302]
- 『理想のヒモ生活』コミックスCM（2021年）[303]

### テレビ番組
※はインターネット配信。
- モテ福（2013年 - 2014年、テレビ埼玉ほか）ケンモチ（せっけん）キャラクターボイス[304]、顔出し出演
- 8P channel
  - 第1 - 3シーズン（2016年 - 2018年、アニメイトチャンネル※）
  - 第4 - 15シーズン（2018年 - 、Rakuten TV※）
- 宝石が丘学園放送部（2018年 - 2020年、YouTube・Periscope・ニコニコ生放送※）
- RGBTube（2021年 - 、YouTube※）[305]

### 映像商品
- アイドルマスター SideM シリーズ
  - THE IDOLM@STER SideM 1st STAGE 〜ST@RTING!〜（2016年）
  - THE IDOLM@STER SideM 2nd STAGE 〜ORIGIN@L STARS〜（2017年）
  - THE IDOLM@STER SideM GREETING TOUR 2017 〜BEYOND THE DREAM〜（2018年）
  - THE IDOLM@STER SideM 3rdLIVE TOUR 〜GLORIOUS ST@GE!〜 Side MAKUHARI（2018年）
  - THE IDOLM@STER SideM Five-St@r Party!!（2018年）
  - THE IDOLM@STER SideM 3rdLIVE TOUR 〜GLORIOUS ST@GE!〜 LIVE Blu-ray Side SENDAI（2018年）
  - THE IDOLM@STER SideM 3rdLIVE TOUR 〜GLORIOUS ST@GE!〜 Side SHIZUOKA（2019年）
  - THE IDOLM@STER SideM PRODUCER MEETING 315 SP@RKLING TIME WITH ALL!!! （2019年）
  - THE IDOLM@STER SideM 4th STAGE 〜TRE@SURE GATE〜（2019年）
  - バンダイナムコエンターテインメントフェスティバル 2days LIVE Blu-ray（2019年）
  - THE IDOLM@STER SideM PRODUCER MEETING WELCOME TO PLEASURE 315 G@RDEN!!!（2021年）
  - THE IDOLM@STER SideM 6thLIVE TOUR 〜NEXT DESTIN@TION!〜　Side TOKYO（2022年）
  - THE IDOLM@STER SideM 7th STAGE 〜GROW & GLOW〜 SUNLIGHT SIGN@L（2023年）
  - THE IDOLM@STER SideM PASSIONABLE READING SHOW -超常事変〜対立スル正義〜- EVENT Blu-ray（2023年）
  - THE IDOLM@STER SideM 8th STAGE 〜ALL H@NDS TOGETHER〜 LIVE Blu-ray（2024年）
  - THE IDOLM@STER SideM 9th STAGE 〜MIR＠-CIRCLE CRESCENDO〜（2025年）
- AD-LIVE（アドリブ）
  - 「AD-LIVE 2021」 第4巻 （榎木淳弥×森久保祥太郎、2022年）
  - 「AD-LIVE 2022」 第3巻 （榎木淳弥×島﨑信長×荒牧慶彦、2023年）
- 人狼バトルシリーズ
  - 人狼バトル〜人狼VS魔法使い〜（2017年）
  - 人狼バトル lies and the truth 2018 JUNE〜人狼VS怪盗〜（2018年）
- 8P channel 1 - 7 Vol.1 - 3
- リアル宝探し 〜風魔からの挑戦〜 in 小田原（2017年）
- 「刀剣乱舞-花丸-」スペシャルイベント花丸◎日和！（2017年）
- イベント 一緒にはたらく祭典（2021年）
- オトメイトパーティー2023（2024年）

### 舞台
- COLORS 〜バトルエレジー・ビクトレンジャー〜（ブルー青年時代・少年）
- LOST!? 〜冒険者たちへ〜（ああああ）
- NIGHTDREAMER 〜コミックヒーローの夜明け〜（真島行勝）
- Lunatic Syndrome（ロジャー）
- 声優落語天狗連 第十二回（2017年9月24日、浅草東洋館）
- 劇団ヘロヘロQカムパニー第 35 回公演『舞台版・声優 に死す〜 other side 〜』（堀海斗）
- 天才劇団バカバッカ「 BADASS PSY-KICKS！」（2018年3月1日、六行会ホール）
- LAL STORY 体感型朗読劇「東海道四谷怪談外伝・嘘」（2019年2月2日、白金高輪 セレネ スタジオ SELENE b2）[306]
- 神楽坂怪奇譚「棲」体感型配信怪奇譚（2020年8月15日、泉鏡花 役、オンライン配信）
- デッドロックド・ディティクティヴズ 〜百万探偵都市の史上最悪密室〜（2021年5月16日、ナガレ 役、Theater Mixa）
- 池袋裏百物語 明烏准教授の都市伝説ゼミ（2021年9月12日、Theater Mixa)
- AD-LIVE
  - AD-LIVE 2021（2021年9月26日、三郷市文化会館）
  - AD-LIVE 2022（2022年9月17日、森のホール21 大ホール）
- CONTELLING第2回公演『親の奢りで』（2022年3月13日、舞浜アンフィシアター）
- THE IDOLM@STER SideM PASSIONABLE READING SHOW -超常事変〜対立スル正義〜-（2023年3月12日、武蔵野の森総合スポーツプラザ メインアリーナ） - 舞田類 役[307]
- Stage Reading『A Bright New Boise』（2024年5月10日 - 19日、KAAT神奈川芸術劇場 大スタジオ） - リロイ 役[308]
- 平家物語 -胡蝶の被斬-（2025年3月14日 - 17日、新国立劇場）[309]
- Once（2025年9月9日 - 10月26日、日生劇場 他） - アンドレ 役[310][311]

### 実写映画
- Wonderful World（エキストラ）
- 神☆ヴォイス（秋葉原ヴォイスアクティングアカデミー 吉田）
- 劇場版「にゃん旅鉄道」（2022年、らぶの声[312]）
- 劇場版 ACMA:GAME 最後の鍵（2024年、ヴァジラの声[313]）

### テレビドラマ
- ボイスII 110緊急指令室（2021年、警察官[314]）
- 緊急取調室（2021年、ハイリーの声[315]）
- 119エマージェンシーコール（2025年、通報者の声[316]）

### ウェブドラマ
- まだゆめをみていたい（2024年[317]）

### その他コンテンツ
- 城崎広告（2017年 - 2021年、倉知蓮[318]）
- ディズニー・プログラミング学習教材「テクノロジア魔法学校」（2018年、アキト[319]）
- 呪術廻戦 ボイスマスコット（2020年、虎杖悠仁[320]）
- 両親の借金を肩代わりしてもらう条件は日本一可愛い女子高生と一緒に暮らすことでした。 PV（2021年、勇也（主題歌「プライスレスLove」歌唱）[321]）
- 朗読「火中の残花 浮雲心霊奇譚」（2021年）[322]
- オリジナルWEBドラマ「ニューワールドメイカーズ」（2021年）[323]
- 印象派・光の系譜展（2021年、音声ガイドナビゲーター、三菱一号館美術館）[324]
- TRUE WIRELESS STEREO EARPHONES アニメ『呪術廻戦』虎杖悠仁(CV:榎木淳弥)モデル（2021年、虎杖悠仁[325]）
- セブンプレミアム Presents 味覚・三角関係ラブストーリー「麺ジャラスラブ」（2022年、一風堂すする[326][327]）
- 「拷問バイトくんの日常」第3巻発売記念PV（2023年、セロ[328]）
- 「雀魂」５周年記念ムービー『かわらないもの』（2024年）

## ディスコグラフィ

### キャラクターソング
| 発売日         | 商品名                                                                                  | 歌 | 楽曲                                                                      | 備考                                                                                               |
| -------------- | --------------------------------------------------------------------------------------- | --- | ------------------------------------------------------------------------- | -------------------------------------------------------------------------------------------------- |
| 2015年10月21日 | THE IDOLM@STER SideM ST@RTING LINE -06 S.E.M                                            | S.E.M | 「∞ Possibilities」 「Study Equal Magic!」 「DRIVE A LIVE」               | ゲーム『アイドルマスター SideM』関連曲                                                             |
| 2016年3月23日  | soleil                                                                                  | I♥B | 「Fly Fly!」 「Dear my precious friend」                                  | ゲーム『アイ★チュウ』関連曲                                                                        |
| 2016年8月31日  | THE IDOLM@STER SideM 2nd ANNIVERSARY DISC 02 Beit & S.E.M                               | Beit & S.E.M | 「エウレカダイアリー」                                                    | ゲーム『アイドルマスター SideM』関連曲                                                             |
| 2016年8月31日  | THE IDOLM@STER SideM 2nd ANNIVERSARY DISC 02 Beit & S.E.M                               | S.E.M | 「サ・ヨ・ナ・ラ Summer Holiday」                                         | ゲーム『アイドルマスター SideM』関連曲                                                             |
| 2016年10月19日 | アイ★チュウ creation 07.I・B                                                            | I♥B | 「We are I★CHU!」 「深海マーメイド」                                      | ゲーム『アイ★チュウ』関連曲                                                                        |
| 2016年11月9日  | 『刀剣乱舞-花丸-』 歌詠集 其の三                                                        | 堀川国広（榎木淳弥）、和泉守兼定（木村良平） | 「時ぞとも無し兼備の華よ」                                                | テレビアニメ『刀剣乱舞-花丸-』エンディングテーマ                                                   |
| 2017年2月1日   | Beyond The Dream                                                                        | 315プロダクション所属アイドル | 「Beyond The Dream」                                                      | ゲーム『アイドルマスター SideM』テーマソング                                                       |
| 2017年2月1日   | Beyond The Dream                                                                        | 315プロダクション所属アイドル（メンタル） | 「Beyond The Dream」                                                      | ゲーム『アイドルマスター SideM』テーマソング                                                       |
| 2017年2月10日  | THE IDOLM@STER SideM 2nd ANNIVERSARY SOLO COLLECTION                                    | 舞田類（榎木淳弥） | 「サ・ヨ・ナ・ラ Summer Holiday」                                         | ゲーム『アイドルマスター SideM』関連曲                                                             |
| 2017年2月22日  | Vanguard Best Album 3 主題歌集 I                                                        | 新導クロノ（石井マーク）、綺場シオン（榎木淳弥）、安城トコハ（新田恵海） | 「Hybrid Generation」                                                     | テレビアニメ『カードファイト!! ヴァンガードG』関連曲                                               |
| 2017年3月22日  | glace                                                                                   | I♥B | 「未来ファンタジスタ」 「My destiny」                                     | ゲーム『アイ★チュウ』関連曲                                                                        |
| 2017年3月29日  | デジモンアドベンチャーtri.キャラクターソング「選ばれし子どもたち編」                    | 高石タケル（榎木淳弥） | 「キボウノツバサ」                                                        | OVA『デジモンアドベンチャー tri.』関連曲                                                           |
| 2017年5月24日  | カフェdeパーリナイ ダンチョのお悩み俺らがまるっと秒で解決編SP 〜GRANBLUE FANTASY〜      | ローアイン（白石稔）、エルセム（石井マーク）、トモイ（榎木淳弥） | 「カフェdeパーリナイ ダンチョのお悩み俺らがまるっと秒で解決編SP」         | ゲーム『グランブルーファンタジー』関連曲                                                           |
| 2017年5月24日  | カフェdeパーリナイ ダンチョのお悩み俺らがまるっと秒で解決編SP 〜GRANBLUE FANTASY〜      | トモイ（榎木淳弥） | 「カフェdeパーリナイ ダンチョのお悩み俺らがまるっと秒で解決編SP」         | ゲーム『グランブルーファンタジー』関連曲                                                           |
| 2017年6月21日  | アイ★チュウ 〜シャッフルユニットミニアルバム〜                                          | Warlock | 「Victim Collection〜極上の生贄たちへ〜」                                 | ゲーム『アイ★チュウ』関連曲                                                                        |
| 2017年8月9日   | 「ラブ米」キャラソンCD vol.4 「パンがなければお菓子を食べればいいじゃない」             | アン（榎木淳弥）、ショック（鈴木裕斗）、キャリー（大河元気） | 「浪漫飛行 〜イーストキングver.〜」                                       | テレビアニメ『ラブ米 -WE LOVE RICE-』関連曲                                                        |
| 2017年8月9日   | 「ラブ米」キャラソンCD vol.4 「パンがなければお菓子を食べればいいじゃない」             | アン（榎木淳弥）、ショック（鈴木裕斗）、キャリー（大河元気） | 「LOVE&BRAVE」                                                            | テレビアニメ『ラブ米 -WE LOVE RICE-』挿入歌                                                        |
| 2017年9月13日  | 「ラブ米」キャラソンCD vol.5 「千石万石も米五合」                                       | ひのひかり（石井マーク）、ささにしき（沢城千春）、ひとめぼれ（草摩そうすけ）、あきたこまち（小森未彩）、にこまる（玉城仁菜）、アン（榎木淳弥）、ショック（鈴木裕斗）、キャリー（大河元気） | 「浪漫飛行 〜米粉パンver.〜」                                             | テレビアニメ『ラブ米 -WE LOVE RICE-』エンディングテーマ                                            |
| 2017年9月20日  | Ride on☆ 7Dream!                                                                        | 7Colors | 「Ride on☆ 7Dream!」 「瞬間Sparkle」                                      | ゲーム『アニドルカラーズ』関連曲                                                                   |
| 2017年9月27日  | 活撃特典音楽集 参                                                                       | 堀川国広（榎木淳弥）、鶴丸国永（斉藤壮馬） | 「彩」                                                                    | テレビアニメ『活撃 刀剣乱舞』関連曲                                                                |
| 2017年11月15日 | THE IDOLM@STER SideM ANIMATION PROJECT 01「Reason‼」                                    | 315 STARS（DRAMATIC STARS、Beit、S.E.M、High×Joker、W、Jupiter） | 「Reason‼」                                                               | テレビアニメ『アイドルマスター SideM』オープニングテーマ                                           |
| 2017年11月15日 | THE IDOLM@STER SideM ANIMATION PROJECT 01「Reason‼」                                    | DRAMATIC STARS、S.E.M、Jupiter | 「流星PARADE」                                                            | テレビアニメ『アイドルマスター SideM』関連曲                                                       |
| 2017年12月6日  | THE IDOLM@STER SideM ORIGIN@L PIECES 09                                                 | 舞田類（榎木淳弥） | 「THIS IS IT!」                                                           | ゲーム『アイドルマスター SideM』関連曲                                                             |
| 2017年12月6日  | 『刀剣乱舞-花丸-』歌詠全集                                                              | 花丸刀剣男士一同 | 「花丸◎日和！47振りver.」                                                 | 劇場アニメ『刀剣乱舞-花丸- 〜幕間回想録〜』主題歌                                                  |
| 2017年12月13日 | THE IDOLM@STER SideM ANIMATION PROJECT 03「From Teacher To Future!」                    | S.E.M | 「From Teacher To Future!」                                               | テレビアニメ『アイドルマスター SideM』エンディングテーマ                                           |
| 2017年12月13日 | THE IDOLM@STER SideM ANIMATION PROJECT 03「From Teacher To Future!」                    | S.E.M | 「Reason!!」                                                              | テレビアニメ『アイドルマスター SideM』関連曲                                                       |
| 2017年12月27日 | 活撃特典音楽集 陸                                                                       | 和泉守兼定（木村良平）、堀川国広（榎木淳弥） | 「縁」                                                                    | テレビアニメ『活撃 刀剣乱舞』関連曲                                                                |
| 2018年1月31日  | THE IDOLM@STER SideM ANIMATION PROJECT 08「GLORIOUS RO@D」                              | 315 STARS（DRAMATIC STARS、Beit、S.E.M、High×Joker、Jupiter） | 「Beyond The Dream（第2話 Ver）」                                         | テレビアニメ『アイドルマスター SideM』エンディングテーマ                                           |
| 2018年1月31日  | THE IDOLM@STER SideM ANIMATION PROJECT 08「GLORIOUS RO@D」                              | 315 STARS（DRAMATIC STARS、Beit、S.E.M、High×Joker、W、Jupiter） | 「DRIVE A LIVE（第13話 Ver）」                                            | テレビアニメ『アイドルマスター SideM』エンディングテーマ                                           |
| 2018年1月31日  | THE IDOLM@STER SideM ANIMATION PROJECT 08「GLORIOUS RO@D」                              | 315 STARS（DRAMATIC STARS、Beit、S.E.M、High×Joker、W、Jupiter） | 「GLORIOUS RO@D」                                                         | テレビアニメ『アイドルマスター SideM』挿入歌                                                       |
| 2018年2月14日  | 続『刀剣乱舞-花丸-』歌詠集 其の六                                                       | 大和守安定（市来光弘）、加州清光（増田俊樹）、小夜左文字（村瀬歩）、鶯丸（柿原徹也）、堀川国広（榎木淳弥）、和泉守兼定（木村良平）、太郎太刀（泰勇気）、次郎太刀（宮下栄治） | 「花丸印の日のもとで ver.6」                                              | テレビアニメ『続 刀剣乱舞-花丸-』オープニングテーマ                                                |
| 2018年2月28日  | アイドルマスター SideM BD・DVD第3巻特典CD 315 St@rry Collaboration 03 〜S.E.M&Jupiter〜 | S.E.M、Jupiter | 「Secret!Playful!Drive!」                                                 | テレビアニメ『アイドルマスター SideM』関連曲                                                       |
| 2018年2月28日  | アイドルマスター SideM BD・DVD第3巻特典CD 315 St@rry Collaboration 03 〜S.E.M&Jupiter〜 | S.E.M | 「MOON NIGHTのせいにして」                                                | テレビアニメ『アイドルマスター SideM』関連曲                                                       |
| 2018年4月4日   | fleur                                                                                   | I♥B | 「Let's Go」                                                              | ゲーム『アイ★チュウ』関連曲                                                                        |
| 2018年4月4日   | いつらのうたこゑ                                                                        | ち（榎木淳弥）、う（市川太一）、あんこ（天野七瑠） | 「Go up!!」                                                               | 『ひらがな男子』関連曲                                                                             |
| 2018年5月2日   | Butter-Fly〜tri.Version〜                                                               | 選ばれし子どもたち、デジモンシンカーズ、宮﨑歩、AiM with 和田光司 | 「Butter-Fly〜tri.Version〜」                                             | OVA『デジモンアドベンチャー tri.』エンディングテーマ                                               |
| 2018年6月27日  | アイドルマスター SideM BD・DVD第7巻特典CD PASSION of the PASSION Sound Disc             | 天道輝（仲村宗悟）、ピエール（堀江瞬）、渡辺みのり（高塚智人）、伊瀬谷四季（野上翔）、蒼井享介（山谷祥生）、硲道夫（伊東健人）、若里春名（白井悠介）、舞田類（榎木淳弥） | 「315 Steelo!」                                                           | OVA『アイドルマスター SideM』挿入歌                                                                |
| 2018年7月20日  | Re←START                                                                                | stirRhythm | 「Re←START」                                                              | ゲーム『スターリィパレット』関連曲                                                                 |
| 2018年8月20日  | 尋常に、凛として                                                                        | stirRhythm | 「尋常に、凛として」                                                      | ゲーム『スターリィパレット』関連曲                                                                 |
| 2018年10月26日 | Give me 5                                                                               | stirRhythm | 「Give me 5」                                                             | ゲーム『スターリィパレット』関連曲                                                                 |
| 2018年11月10日 | Let's Go! Fairyland!!                                                                   | 五十嵐一雪（榎木淳弥）、暮内ゆうひ（桐明衝）、櫻井桃真（蒼井翔太） | 「Let's Go! Fairyland!!」                                                 | ゲーム『スターリィパレット』関連曲                                                                 |
| 2018年11月21日 | Now On Air!                                                                             | 6carats | 「Now On Air!」                                                           | ゲーム『オンエア！』主題歌                                                                         |
| 2018年12月5日  | THE IDOLM@STER SideM WakeMini! MUSIC COLLECTION 02                                      | 315 STARS（メンタル Ver.） | 「Friendly Smile」                                                        | テレビアニメ『アイドルマスター SideM 理由あってMini!』エンディングテーマ                           |
| 2018年12月5日  | THE IDOLM@STER SideM WORLD TRE@SURE 05                                                  | 水嶋咲（小林大紀）、姫野かのん（村瀬歩）、舞田類（榎木淳弥） | 「ALOHA! HAPPY CREATOR!」 「MEET THE WORLD!」                             | ゲーム『アイドルマスター SideM LIVE ON ST@GE!』関連曲                                              |
| 2019年3月15日  | THE IDOLM@STER SideM WakeMini! SOLO COLLECTION 02 MENTAL Ver.                           | 舞田類（榎木淳弥） | 「Friendly Smile」                                                        | テレビアニメ『アイドルマスター SideM 理由あってMini!』関連曲                                       |
| 2019年4月24日  | アイ★チュウ BEST ALBUM チュウ盤                                                         | I♥B | 「Crew on Merry-Go-Round」                                                | ゲーム『アイ★チュウ』関連曲                                                                        |
| 2019年5月10日  | THE IDOLM@STER SideM 4th ANNIVERSARY DISC「LIVE in your SMILE / DREAM JOURNEY」         | Altessimo、W、FRAME、彩、神速一魂、S.E.M、THE 虎牙道、Legenders | 「LIVE in your SMILE」                                                    | ゲーム『アイドルマスター SideM』関連曲                                                             |
| 2019年11月6日  | 厨病激発ボーイ                                                                          | 皆神高校ヒーロー部 | 「厨病激発ボーイ」                                                        | テレビアニメ『厨病激発ボーイ』オープニングテーマ                                                   |
| 2019年12月18日 | THE IDOLM@STER SideM 5th ANNIVERSARY DISC 01 PRIDE STAR                                 | 315 ALLSTARS | 「PRIDE STAR」 「DRIVE A LIVE」 「Reason!!」 「GLORIOUS RO@D」            | ゲーム『アイドルマスター SideM』関連曲                                                             |
| 2020年1月22日  | 厨病激発ボーイ オリジナルサウンドトラック                                               | 皆神高校ヒーロー部 | 「青春症候群」                                                            | テレビアニメ『厨病激発ボーイ』関連曲                                                               |
| 2020年3月6日   | THE IDOLM@STER SideM 5th ANNIVERSARY UNIT COLLECTION -PRIDE STAR-                       | S.E.M | 「PRIDE STAR」                                                            | ゲーム『アイドルマスター SideM』関連曲                                                             |
| 2020年3月18日  | THE IDOLM@STER SideM 5th ANNIVERSARY DISC 04 FRAME&S.E.M&Legenders                      | S.E.M | 「√EVOLUTION」                                                            | ゲーム『アイドルマスター SideM』関連曲                                                             |
| 2020年3月18日  | THE IDOLM@STER SideM 5th ANNIVERSARY DISC 04 FRAME&S.E.M&Legenders                      | FRAME、S.E.M、Legenders | 「Bet your intuition!」                                                   | ゲーム『アイドルマスター SideM』関連曲                                                             |
| 2020年8月26日  | THE IDOLM@STER SideM 5th ANNIVERSARY SOLO COLLECTION 03                                 | 舞田類（榎木淳弥） | 「√EVOLUTION」                                                            | ゲーム『アイドルマスター SideM』関連曲                                                             |
| 2020年9月30日  | PROJECT SCARD キャラクターソング エイジ&カガミ                                          | エイジ（髙坂篤志）、カガミ（榎木淳弥） | 「運命を討つ約束を」                                                      | 『PROJECT SCARD』関連曲                                                                            |
| 2020年9月30日  | PROJECT SCARD キャラクターソング エイジ&カガミ                                          | カガミ（榎木淳弥） | 「運命を討つ約束を」                                                      | 『PROJECT SCARD』関連曲                                                                            |
| 2020年10月21日 | ビーストクロニクル 〜Risin' Soul〜                                                      | 大河タケル（寺島惇太）、古論クリス（駒田航）、秋山隼人（千葉翔也）、橘志狼（古畑恵介）、舞田類（榎木淳弥）、兜大吾（浦尾岳大） | 「Braver Beat」                                                           | ゲーム『アイドルマスター SideM』関連曲                                                             |
| 2020年12月23日 | OUVERTURE                                                                               | I♥B | 「ボクラノオト」                                                          | ゲーム『アイ★チュウ Étoile Stage』関連曲                                                           |
| 2021年2月7日   | THE IDOLM@STER SideM UNIT COLLECTION -MEET THE WORLD!-                                  | 315 ALLSTARS | 「MEET THE WORLD!」                                                       | ゲーム『アイドルマスター SideM』関連曲                                                             |
| 2021年2月7日   | THE IDOLM@STER SideM UNIT COLLECTION -MEET THE WORLD!-                                  | S.E.M | 「MEET THE WORLD!」                                                       | ゲーム『アイドルマスター SideM』関連曲                                                             |
| 2021年2月24日  | DESIGNED BY HEAVEN!                                                                     | パライソ☆社員スターズ | 「DESIGNED BY HEAVEN!」                                                   | テレビアニメ『天地創造デザイン部』エンディングテーマ                                               |
| 2021年2月24日  | DESIGNED BY HEAVEN!                                                                     | パライソ☆社員スターズ | 「DESIGNED BY HEAVEN!＜Ad-Option Remix＞」                                | テレビアニメ『天地創造デザイン部』関連曲                                                           |
| 2021年2月24日  | 走れ！ with ヤマサキセイヤ                                                              | POLYSICS with 赤血球（榎木淳弥）&白血球（日笠陽子） | 「上を向いて運ぼう」                                                      | テレビアニメ『はたらく細胞BLACK』エンディングテーマ                                                |
| 2021年2月24日  | 一番星                                                                                  | アイチュウ | 「一番星の歌〜未来のレジェンド伝説〜」                                    | テレビアニメ『アイ★チュウ』オープニングテーマ                                                      |
| 2021年2月24日  | プレイタの傷                                                                            | 甲斐ヤマト（ランズベリー・アーサー）、嵐柴カズマ（千葉翔也）、茶木縞カガミ（榎木淳弥）、鷲峰ラン（益山武明）、烏末ジン（野上翔）、龍眞コウガ（八代拓）、虎尊イツキ（畠中祐）、嵐柴エイジ（髙坂篤志） | 「プレイタの傷」                                                          | テレビアニメ『プレイタの傷』オープニングテーマ                                                     |
| 2021年2月24日  | プレイタの傷                                                                            | 甲斐ヤマト（ランズベリー・アーサー）、嵐柴カズマ（千葉翔也）、茶木縞カガミ（榎木淳弥）、鷲峰ラン（益山武明）、烏末ジン（野上翔）、龍眞コウガ（八代拓）、虎尊イツキ（畠中祐）、嵐柴エイジ（髙坂篤志） | 「プレイタの傷 (yuzen remix)」 「プレイタの傷 (KTG remix)」               | テレビアニメ『プレイタの傷』関連曲                                                                 |
| 2021年4月7日   | THE IDOLM@STER SideM NEW STAGE EPISODE:13 S.E.M                                         | S.E.M | 「Happy's Birthday」 「NEXT STAGE!」                                      | ゲーム『アイドルマスター SideM』関連曲                                                             |
| 2021年4月28日  | BUSTLING SHOW                                                                           | 甲斐ヤマト（ランズベリー・アーサー）、嵐柴カズマ（千葉翔也）、茶木縞カガミ（榎木淳弥）、鷲峰ラン（益山武明）、烏末ジン（野上翔）、龍眞コウガ（八代拓）、虎尊イツキ（畠中祐）、嵐柴エイジ（髙坂篤志） | 「BUSTLING SHOW」                                                         | テレビアニメ『プレイタの傷』エンディングテーマ                                                     |
| 2021年4月28日  | BUSTLING SHOW                                                                           | 甲斐ヤマト（ランズベリー・アーサー）、嵐柴カズマ（千葉翔也）、茶木縞カガミ（榎木淳弥）、鷲峰ラン（益山武明）、烏末ジン（野上翔）、龍眞コウガ（八代拓）、虎尊イツキ（畠中祐）、嵐柴エイジ（髙坂篤志） | 「BUSTLING SHOW (yuzen remix)」 「BUSTLING SHOW (KTG remix)」             | テレビアニメ『プレイタの傷』関連曲                                                                 |
| 2021年4月28日  | THE BEST OF RIVAL PLAYERS XXXVII Yoshio Tamagawa                                        | 玉川よしお（榎木淳弥） | 「I LOB YOU」 「I LOB YOU(Remix Version)」                                | OVA『新テニスの王子様 氷帝vs立海 Game of Future』関連曲                                            |
| 2021年7月21日  | SSSS.DYNAZENON CHARACTER SONG.1                                                         | 麻中蓬（榎木淳弥） | 「Stay Gold」                                                             | テレビアニメ『SSSS.DYNAZENON』関連曲                                                               |
| 2021年8月1日   | デジモンアドベンチャー02 ベストパートナー「絆」⑤高石タケル&パタモン                     | 高石タケル（榎木淳弥） | 「Step High Step」                                                        | 劇場アニメ『デジモンアドベンチャー LAST EVOLUTION 絆』関連曲                                       |
| 2021年8月1日   | デジモンアドベンチャー02 ベストパートナー「絆」⑤高石タケル&パタモン                     | 高石タケル（榎木淳弥）、パタモン（松本美和） | 「Le Lien〜絆〜」                                                         | 劇場アニメ『デジモンアドベンチャー LAST EVOLUTION 絆』関連曲                                       |
| 2021年9月29日  | THE IDOLM@STER SideM GROWING SIGN@L 01 Growing Smiles!                                  | 315 ALLSTARS | 「Growing Smiles!」 「DRIVE A LIVE」 「Beyond The Dream」 「NEXT STAGE!」 | ゲーム『アイドルマスター SideM GROWING STARS』関連曲                                               |
| 2022年1月8日   | THE IDOLM@STER SideM UNIT COLLECTION -Growing Smiles!-                                  | S.E.M | 「Growing Smiles!」                                                       | ゲーム『アイドルマスター SideM GROWING STARS』関連曲                                               |
| 2022年3月12日  | THE IDOLM@STER SideM PASSION@TE FORMATION -MENTAL-                                      | 315 STARS（メンタルVer.） | 「リトルハピネス」                                                        | ゲーム『アイドルマスター SideM GROWING STARS』関連曲                                               |
| 2022年3月12日  | THE IDOLM@STER SideM PASSION@TE FORMATION -MENTAL-                                      | 舞田類（榎木淳弥） | 「リトルハピネス」                                                        | ゲーム『アイドルマスター SideM GROWING STARS』関連曲                                               |
| 2022年11月9日  | THE IDOLM@STER SideM GROWING SIGN@L 13 S.E.M                                            | S.E.M | 「Multiple Entertainment Show!」 「Dance in the school!」                 | ゲーム『アイドルマスター SideM GROWING STARS』関連曲                                               |
| 2022年12月21日 | THE IDOLM@STER SideM GROWING SIGN@L 15 Take a StuMp!                                    | 315 ALLSTARS | 「Take a StuMp!」                                                         | ゲーム『アイドルマスター SideM GROWING STARS』関連曲                                               |
| 2023年2月11日  | THE IDOLM@STER SideM UNIT COLLECTION -Take a StuMp!-                                    | S.E.M | 「Take a StuMp!」                                                         | ゲーム『アイドルマスター SideM GROWING STARS』関連曲                                               |
| 2023年3月11日  | 幻想のUtopia/安寧のDystopia                                                             | 天ヶ瀬冬馬（寺島拓篤）、伊集院北斗（神原大地）、都築圭（土岐隼一）、神楽麗（永野由祐）、渡辺みのり（高塚智人）、信玄誠司（増元拓也）、華村翔真（バレッタ裕）、清澄九郎（中田祐矢）、伊瀬谷四季（野上翔）、神谷幸広（狩野翔）、卯月巻緒（児玉卓也）、水嶋咲（小林大紀）、橘志狼（古畑恵介）、舞田類（榎木淳弥）、山下次郎（中島ヨシキ）、円城寺道流（濱野大輝）、兜大吾（浦尾岳大）、九十九一希（比留間俊哉）、葛之葉雨彦（笠間淳）、北村想楽（汐谷文康） | 「安寧のDystopia」                                                        | 舞台『THE IDOLM@STER SideM PASSIONABLE READING SHOW -超常事変〜対立スル正義〜-』エンディングテーマ |
| 2023年3月15日  | テレビアニメ『東京リベンジャーズ』EP04                                                  | 乾青宗（榎木淳弥） | 「Alley Dawg」                                                            | テレビアニメ『東京リベンジャーズ』関連曲                                                           |
| 2023年3月15日  | ねぇ、好きって痛いよ。 〜告白実行委員会キャラクターソング集〜                           | HoneyWorks feat. 白波渚（榎木淳弥） | 「好きな子に嘘ついた。」                                                  | 『告白実行委員会〜恋愛シリーズ〜』関連曲                                                           |
| 2023年7月26日  | THE IDOLM@STER SideM 49 ELEMENTS -14 S.E.M                                              | S.E.M | 「BeSide Emotion」                                                        | 『アイドルマスター SideM』関連曲                                                                   |
| 2023年7月26日  | THE IDOLM@STER SideM 49 ELEMENTS -14 S.E.M                                              | 舞田類（榎木淳弥） | 「Life is Beautiful!」                                                    | 『アイドルマスター SideM』関連曲                                                                   |
| 2023年10月4日  | THE IDOLM@STER SideM F＠NTASTIC COMBINATION〜BRAINPOWER!!〜 S.E.M                       | DRAMATIC STARS、S.E.M | 「Dramatic Anthem」 「Beyond The Dream」                                  | ライブイベント『315 Production presents F＠NTASTIC COMBINATION LIVE 〜BRAINPOWER!!〜』関連曲       |
| 2023年10月4日  | THE IDOLM@STER SideM F＠NTASTIC COMBINATION〜BRAINPOWER!!〜 S.E.M                       | S.E.M | 「DRAMATIC NONFICTION (S.E.M Ver.)」                                      | ライブイベント『315 Production presents F＠NTASTIC COMBINATION LIVE 〜BRAINPOWER!!〜』関連曲       |
| 2023年10月4日  | THE IDOLM@STER SideM F＠NTASTIC COMBINATION〜BRAINPOWER!!〜 DRAMATIC STARS              | DRAMATIC STARS、S.E.M | 「DRIVE A LIVE」                                                          | ライブイベント『315 Production presents F＠NTASTIC COMBINATION LIVE 〜BRAINPOWER!!〜』関連曲       |
| 2023年10月28日 | THE IDOLM@STER SideM GROWING SIGN@L SOLO COLLECTION 03                                  | 舞田類（榎木淳弥） | 「Multiple Entertainment Show!」                                          | 『アイドルマスター SideM』関連曲                                                                   |
| 2023年10月28日 | THE IDOLM@STER SideM 8th STAGE THEME SONG「Hands & Claps!」                             | 315 ALLSTARS | 「Hands & Claps!」                                                        | ライブイベント『THE IDOLM@STER SideM 8th STAGE 〜ALL H@NDS TOGETHER〜』テーマソング                |
| 2023年10月28日 | THE IDOLM@STER SideM 8th STAGE THEME SONG「Hands & Claps!」                             | 315 STARS（メンタルVer.） | 「Hands & Claps!」                                                        | ライブイベント『THE IDOLM@STER SideM 8th STAGE 〜ALL H@NDS TOGETHER〜』テーマソング                |
| 2024年2月10日  | THE IDOLM@STER SideM UNIT COLLECTION -Hands & Claps!-                                   | S.E.M | 「Hands & Claps!」                                                        | 『アイドルマスター SideM』関連曲                                                                   |
| 2024年7月13日  | THE IDOLM@STER SideM 9th STAGE THEME SONG「Gather Round!」                              | 315 ALLSTARS | 「Gather Round!」                                                         | ライブイベント『THE IDOLM@STER SideM 9th STAGE 〜MIR＠-CIRCLE CRESCENDO〜』テーマソング            |
| 2024年7月13日  | THE IDOLM@STER SideM 9th STAGE THEME SONG「Gather Round!」                              | 315 STARS（メンタルVer.） | 「Gather Round!」                                                         | ライブイベント『THE IDOLM@STER SideM 9th STAGE 〜MIR＠-CIRCLE CRESCENDO〜』テーマソング            |
| 2024年7月31日  | THE IDOLM@STER SideM CIRCLE OF DELIGHT 15 S.E.M                                         | S.E.M | 「Life’s Side Menu!」 「Eterniteen Age!!!」                               | 『アイドルマスター SideM』関連曲                                                                   |
| 2025年7月7日   | 使命は赤きセレナーデ                                                                    | バンド・スナッチ | 「使命は赤きセレナーデ」                                                  | テレビアニメ『プリンセッション・オーケストラ』エンディングテーマ                                   |
| 2025年7月13日  | 戦え！モンスーラ                                                                        | 南波遊助（榎木淳弥） | 「戦え！モンスーラ」                                                      | テレビアニメ『ぷにるはかわいいスライム』第2期挿入歌                                                |

### その他参加楽曲
| 発売日        | 商品名                                                                        | 歌                                               | 楽曲                                                             | 備考                               |
| ------------- | ----------------------------------------------------------------------------- | ------------------------------------------------ | ---------------------------------------------------------------- | ---------------------------------- |
| 2017年5月10日 | 「8P channel 2」OP&ED CD                                                      | 8P                                               | 「Jumping Smlile」                                               | 『8P channel 2』オープニングテーマ |
| 2017年5月10日 | 「8P channel 2」OP&ED CD                                                      | 8P                                               | 「FULL VOLUME!!」                                                | 『8P channel 2』エンディングテーマ |
| 2017年6月7日  | 「8P」ユニットソングCD Vol.2                                                  | 榎木淳弥、益山武明                               | 「キタカゼトタイヨウ」                                           | 『8P channel』関連曲               |
| 2017年6月7日  | 「8P」ユニットソングCD Vol.2                                                  | 榎木淳弥                                         | 「Evergreen Eyes」                                               | 『8P channel』関連曲               |
| 2018年11月7日 | CV                                                                            | 畠中祐、八代拓、榎木淳弥、ランズベリー・アーサー | 「Come on a my cafe」                                            | 『8P channel』関連曲               |
| 2018年11月7日 | CV                                                                            | 八代拓、榎木淳弥                                 | 「追憶レター」                                                   | 『8P channel』関連曲               |
| 2019年8月23日 | Happy Glitter                                                                 | 榎木淳弥                                         | 「Shiny☆Shiny Park」                                             | 『8P channel』関連曲               |
| 2019年8月23日 | Happy Glitter                                                                 | 8P                                               | 「Happy Glitter」                                                | 『8P channel』関連曲               |
| 2020年8月26日 | 8P ユニットソングドラマCD Vol.4                                               | 榎木淳弥、千葉翔也                               | 「Trick Mirror Requiem」                                         | 『8P channel』関連曲               |
| 2021年6月30日 | CV:2                                                                          | CrowS                                            | 「Trigger Again」                                                | 『8P channel』関連曲               |
| 2021年6月30日 | CV:2                                                                          | 8P                                               | 「Clover's Xmas」                                                | 『8P channel』関連曲               |
| 2021年6月30日 | CV:2                                                                          | 畠中祐、榎木淳弥                                 | 「1/3ビターエンド」                                              | 『8P channel』関連曲               |
| 2021年7月28日 | Course of my fate                                                             | 8P                                               | 「Course of my fate」 「終わらないBlooming」 「FROM THIS PLACE」 | ゲーム『Paradigm Paradox』主題歌   |
| 2022年7月27日 | [Re:collection] HIT SONG cover series feat.voice actors 〜10's-20's EDITION〜 | 榎木淳弥                                         | 「ずっと好きだった」                                             |                                    |

### シリーズ一覧
1. ↑  第1期（2012年）、第3期後半『アリシゼーション War of Underworld』第1クール（2019年）、第3期後半『アリシゼーション War of Underworld』第2クール（2020年）
2. ↑  【『カードファイト!! ヴァンガードG』シリーズ】
第1期（2014年 - 2015年）、第2期『ギアースクライシス編』（2015年 - 2016年）、第3期『ストライドゲート編』（2016年）、第4期『NEXT』（2016年 - 2017年）、第5期『Z』（2017年 - 2018年）
【2018年版『カードファイト!! ヴァンガード』シリーズ】
新右衛門編（2020年）
3. ↑  第1期（2015年）、第2期『♭』（2017年）
4. ↑  第1期（2016年 - 2017年）、第2期『神（ゴッド）』（2017年 - 2018年）、第3期『超ゼツ』（2018年 - 2019年）
5. ↑  第1期（2016年）、第2期『続 刀剣乱舞-花丸-』（2018年）
6. ↑  第1期（2017年）、第2期『二期作』（2017年）
7. ↑  Season 1（2018年）、Season 2（2025年）
8. ↑  第1シリーズ（2018年 - 2019年）、第2シリーズ（2019年 - 2020年）
9. ↑  第1クール（2019年）、第2クール（2019年）
10. ↑  『1st season』（2019年）、『2nd season』（2022年）
11. ↑  第1期（2019年）、第2期（2021年）
12. ↑  第1期（2019年）、第2期[51]（2021年）
13. ↑  第1作（2020年 - 2021年）、第2作『F』[56]（2022年 - 2024年）
14. ↑  第1期（2020年）、第2期（2023年）
15. ↑  第1期（2020年 - 2021年）、第2期『懐玉・玉折/渋谷事変』[61]（2023年）
16. ↑  『壱の章』（2020年 - 2021年）、『弐の章』（2021年 - 2022年）
17. ↑  第1期（2021年）、第2期（2022年）
18. ↑  第1期（2021年）、Season 2（2023年）
19. ↑  第1期（2021年）、第2期『聖夜決戦編』（2023年）、第3期『天竺編』（2023年）
20. ↑  第1期（2021年）、第2期[78]（2022年）
21. ↑  『無限列車編』（2021年）、『遊郭編』（2021年）
22. ↑  Season1（2022年 - 2023年）、Season2（2023年）
23. ↑  第3期『アーバンラマ編』（2023年）、第4期『聖域編』（2023年）
24. ↑  テレビスペシャル『-Whispers of Dawn-』（2023年）、テレビシリーズ（2024年 - 2025年）
25. ↑  1st season（2023年）、2nd season（2025年）
26. ↑  1st Season（2023年）、2nd Season（2024年）
27. ↑  Season 1（2024年）、Season 2 -Arise from the Shadow-（2025年）
28. ↑  第1期（2024年）、第2期（2024年）
29. ↑  Season 1（2024年）、Season 2（2025年）
30. ↑  第1シーズン（2024年）、第2シーズン（2025年）
31. ↑  第1期（2024年）、第2期（2025年）
32. ↑  Part1（2019年）、Part2（2019年）
33. ↑  『〜制服〜』（2022年）、『女子高編』（2023年）
34. ↑  『グランブルーファンタジー』（2015年 - 2023年）、『ヴァーサス』（2020年 - 2021年）、『ヴァーサス -ライジング-』（2023年）
35. ↑  『X-Ω』（2018年 - 2019年）、『30』（2021年）
36. ↑  『エクストリームバーサス2』（2019年）、『クロスブースト』（2021年）、『オーバーブースト』（2023年）、『インフィニットブースト』（2025年）
37. ↑  『ジョジョのピタパタポップ』（2020年）、『オールスターバトルR』[186]（2022年）、『ラストサバイバー』[187]（2023年）
38. ↑  『F@NCOMLIVE なりたい姿、目指す先』（2023年）、『F@NCOMLIVE 響けメッセージ！』（2023年）、『CIRCLE OF DELIGHT 華麗なるあの味を』（2024年）

### 初出話一覧
1. 1 2 3 4 5 6 7 8 9 10 11 12 13  第2話初出
2. 1 2 3 4 5 6  第5話初出
3. ↑  第1期 第23話初出
4. ↑  第3期後半 第4話初出
5. 1 2 3 4 5 6 7 8  第4話初出
6. 1 2  第12話初出
7. 1 2 3 4 5 6 7 8 9 10 11 12 13 14 15 16 17 18 19 20 21 22 23 24 25 26  第1話初出
8. ↑  第18話初出
9. 1 2 3 4  第13話初出
10. ↑  新右衛門編 第30話初出
11. 1 2  第1期 第1話初出
12. ↑  第2期 第14話初出
13. 1 2  第19話初出
14. 1 2  第11話初出
15. 1 2 3  第9話初出
16. ↑  第2期 第5話初出
17. ↑  第1期 第2話初出
18. 1 2 3 4 5  第7話初出
19. 1 2 3 4 5  第6話初出
20. 1 2 3  第8話初出
21. ↑  第3期 第40話初出
22. 1 2  第3話初出
23. ↑  1 第4話初出
24. ↑  第1期 第6話初出
25. ↑  第17話初出
26. 1 2  第10話初出
27. ↑  第67話初出
28. ↑  Season 2 第1話初出
29. ↑  Season 1 第5話初出
30. ↑  第41話初出
31. ↑  第57話初出
32. ↑  第2期 第17話初出
33. ↑  4 第4話初出
34. ↑  第32話初出
35. ↑  第25話初出
36. ↑  2nd season 第4話初出
37. ↑  1st season 第2話初出
38. ↑  第21話初出
39. 1 2  Season 2 第14話初出

### ユニットメンバー
1. 1 2 3 4 5 6 7 8 9 10 11 12 13 14 15 16 17 18 19 20 21 22 23 24  硲道夫（伊東健人）、舞田類（榎木淳弥）、山下次郎（中島ヨシキ）
2. 1 2 3 4 5 6  ノア（花江夏樹）、ラビ（中西尚也）、黎朝陽（榎木淳弥）、レオン（増田俊樹）、リュカ（梅原裕一郎）
3. 1 2 3 4  鷹城恭二（梅原裕一郎）、ピエール（堀江瞬）、渡辺みのり（高塚智人）
4. 1 2  天ヶ瀬冬馬（寺島拓篤）、御手洗翔太（松岡禎丞）、伊集院北斗（神原大地）、天道輝（仲村宗悟）、桜庭薫（内田雄馬）、柏木翼（八代拓）、都築圭（土岐隼一）、神楽麗（永野由祐）、鷹城恭二（梅原裕一郎）、ピエール（堀江瞬）、渡辺みのり（高塚智人）、伊瀬谷四季（野上翔）、秋山隼人（千葉翔也）、若里春名（白井悠介）、冬美旬（永塚拓馬）、榊夏来（渡辺紘）、蒼井享介（山谷祥生）、蒼井悠介（菊池勇成）、硲道夫（伊東健人）、舞田類（榎木淳弥）、山下次郎（中島ヨシキ）、清澄九郎（中田祐矢）、猫柳キリオ（山下大輝）、華村翔真（バレッタ裕）、握野英雄（熊谷健太郎）、木村龍（濱健人）、信玄誠司（増元拓也）、紅井朱雀（益山武明）、黒野玄武（深町寿成）、神谷幸広（狩野翔）、東雲荘一郎（天﨑滉平）、アスラン＝ベルゼビュートII世（古川慎）、卯月巻緒（児玉卓也）、水嶋咲（小林大紀）、大河タケル（寺島惇太）、円城寺道流（濱野大輝）、牙崎漣（小松昌平）、岡村直央（矢野奨吾）、橘志狼（古畑恵介）、姫野かのん（村瀬歩）、秋月涼（三瓶由布子）、兜大吾（浦尾岳大）、九十九一希（徳武竜也）、葛之葉雨彦（笠間淳）、北村想楽（汐谷文康）、古論クリス（駒田航）
5. 1 2  御手洗翔太（松岡禎丞）、柏木翼（八代拓）、都築圭（土岐隼一）、ピエール（堀江瞬）、蒼井悠介（菊池勇成）、信玄誠司（増元拓也）、華村翔真（バレッタ裕）、清澄九郎（中田祐矢）、若里春名（白井悠介）、神谷幸広（狩野翔）、卯月巻緒（児玉卓也）、姫野かのん（村瀬歩）、舞田類（榎木淳弥）、秋月涼（三瓶由布子）、北村想楽（汐谷文康）
6. ↑  轟一誠（前野智昭）、赤羽根双海（内田雄馬）、及川桃助（山本和臣）、黎朝陽（榎木淳弥）、折原輝（松岡禎丞）、朴木十夜（峰岸佳）
7. ↑  朝日悠希（寺島惇太）、夏月斗羽（山谷祥生）、不知火颯（白井悠介）、蓮水巴瑠（鈴木裕斗）、土岐結人（土岐隼一）、柚木真哉（八代拓）、金森碧叶（榎木淳弥）
8. 1 2 3 4 5 6  天道輝（仲村宗悟）、桜庭薫（内田雄馬）、柏木翼（八代拓）
9. 1 2 3  伊瀬谷四季（野上翔）、秋山隼人（千葉翔也）、若里春名（白井悠介）、冬美旬（永塚拓馬）、榊夏来（渡辺紘）
10. 1 2 3  蒼井享介（山谷祥生）、蒼井悠介（菊池勇成）
11. 1 2 3 4 5  天ヶ瀬冬馬（寺島拓篤）、御手洗翔太（松岡禎丞）、伊集院北斗（神原大地）
12. ↑  大和守安定（市来光弘）、加州清光（増田俊樹）、へし切長谷部（新垣樽助）、今剣（山下大輝）、前田藤四郎（入江玲於奈）、にっかり青江（間島淳司）、蜂須賀虎徹（興津和幸）、陸奥守吉行（濱健人）、鯰尾藤四郎（斉藤壮馬）、歌仙兼定（石川界人）、宗三左文字（泰勇気）、薬研藤四郎（山下誠一郎）、燭台切光忠（佐藤拓也）、五虎退（粕谷雄太）、山姥切国広（前野智昭）、獅子王（逢坂良太）、石切丸（高橋英則）、秋田藤四郎（山谷祥生）、乱藤四郎（山本和臣）、鳴狐（浅沼晋太郎）、愛染国俊（山下誠一郎）、同田貫正国（櫻井トオル）、鶴丸国永（斉藤壮馬）、平野藤四郎（浅利遼太）、骨喰藤四郎（鈴木裕斗）、厚藤四郎（山下大輝）、小夜左文字（村瀬歩）、鶯丸（柿原徹也）、堀川国広（榎木淳弥）、和泉守兼定（木村良平）、太郎太刀（泰勇気）、二郎太刀（宮下栄治）、大倶利伽羅（古川慎）、三日月宗近（鳥海浩輔）、博多藤四郎（大須賀純）、山伏国広（櫻井トオル）、御手杵（浜田賢二）、江雪左文字（佐藤拓也）、浦島虎徹（福島潤）、一期一振（田丸篤志）、蜻蛉切（櫻井トオル）、日本号（津田健次郎）、小狐丸（近藤隆）、岩融（宮下栄治）、蛍丸（井口祐一）、明石国行（浅利遼太）、長曽祢虎徹（新垣樽助）
13. ↑  八神太一（花江夏樹）、武之内空（三森すずこ）、石田ヤマト（細谷佳正）、泉光子郎（田村睦心）、太刀川ミミ（吉田仁美）、高石タケル（榎木淳弥）、城戸丈（池田純矢）、八神ヒカリ（M・A・O）、望月芽心（荒川美穂）
14. ↑  アグモン（坂本千夏）、ピヨモン（重松花鳥）、ガブモン（山口眞弓）、テントモン（櫻井孝宏）、パルモン（山田きのこ）、パタモン（松本美和）、ゴマモン（竹内順子）、テイルモン（徳光由禾）、メイクーモン（森下由樹子）
15. ↑  星野紅葉（鈴木裕斗）、辻石海都（増田俊樹）、五十嵐一雪（榎木淳弥）、向日葵（河本啓佑）、紫藤董哉（木村昴）、暮内ゆうひ（桐明衝）、櫻井桃真（蒼井翔太）、有墨昴（伊原辰）、浅田葉一（小野友樹）
16. ↑  光城新多（榎木淳弥）、輝崎千紘（佐藤拓也）、雅野椿（永塚拓馬）、青柳帝（石谷春貴）、雛瀬碧鳥（古川慎）、橋倉杏（代永翼）
17. ↑  都築圭（土岐隼一）、神楽麗（永野由祐）
18. 1 2  握野英雄（熊谷健太郎）、木村龍（濱健人）、信玄誠司（増元拓也）
19. ↑  猫柳キリオ（山下大輝）、華村翔真（バレッタ裕）、清澄九郎（中田祐矢）
20. ↑  紅井朱雀（益山武明）、黒野玄武（深町寿成）
21. ↑  大河タケル（寺島惇太）、円城寺道流（濱野大輝）、牙崎漣（小松昌平）
22. 1 2  葛之葉雨彦（笠間淳）、北村想楽（汐谷文康）、古論クリス（駒田航）
23. 1 2  野田大和（山下大輝）、高嶋智樹（仲村宗悟）、中村和博（株元英彰）、九十九零（榎木淳弥）、厨二葉（安田陸矢）
24. ↑  天ヶ瀬冬馬（寺島拓篤）、御手洗翔太（松岡禎丞）、伊集院北斗（神原大地）、天道輝（仲村宗悟）、桜庭薫（内田雄馬）、柏木翼（八代拓）、都築圭（土岐隼一）、神楽麗（永野由祐）、鷹城恭二（梅原裕一郎）、ピエール（堀江瞬）、渡辺みのり（高塚智人）、伊瀬谷四季（野上翔）、秋山隼人（千葉翔也）、若里春名（白井悠介）、冬美旬（永塚拓馬）、榊夏来（渡辺紘）、蒼井享介（山谷祥生）、蒼井悠介（菊池勇成）、硲道夫（伊東健人）、舞田類（榎木淳弥）、山下次郎（中島ヨシキ）、清澄九郎（中田祐矢）、猫柳キリオ（山下大輝）、華村翔真（バレッタ裕）、握野英雄（熊谷健太郎）、木村龍（濱健人）、信玄誠司（増元拓也）、紅井朱雀（益山武明）、黒野玄武（深町寿成）、神谷幸広（狩野翔）、東雲荘一郎（天﨑滉平）、アスラン＝ベルゼビュートII世（古川慎）、卯月巻緒（児玉卓也）、水嶋咲（小林大紀）、大河タケル（寺島惇太）、円城寺道流（濱野大輝）、牙崎漣（小松昌平）、岡村直央（矢野奨吾）、橘志狼（古畑恵介）、姫野かのん（村瀬歩）、秋月涼（三瓶由布子）、兜大吾（浦尾岳大）、九十九一希（比留間俊哉）、葛之葉雨彦（笠間淳）、北村想楽（汐谷文康）、古論クリス（駒田航）
25. ↑  下田（榎木淳弥）、上田（原由実）、土屋（井上和彦）、木村（梅原裕一郎）、水島（諏訪部順一）、金森（岸尾だいすけ）、冥戸（大空直美）、海原（竹内良太）、火口（泊明日菜）
26. ↑  愛童星夜（KENN）、湊奏多（井口祐一）、御剣晃（豊永利行）、枢木皐月（森久保祥太郎）、枢木睦月（近藤隆）、ノア（花江夏樹）、ラビ（中西尚也）、黎朝陽（榎木淳弥）、レオン（増田俊樹）、リュカ（梅原裕一郎）、日下部虎彦（生田鷹司）、桃井恭介（花倉洸幸）、鳶倉アキヲ（田丸篤志）、海部子規（谷地克文）、折原輝（松岡禎丞）、若王子楽（平川大輔）、華房心（村瀬歩）、神楽坂ルナ（天﨑滉平）、及川桃助（山本和臣）、轟一誠（前野智昭）、赤羽根双海（内田雄馬）、三千院鷹通（白井悠介）、鮮血の帝王（下野紘）、死と時の番人（柿原徹也）、罪人の道化師（下妻由幸）、竜胆椿（小野友樹）、朴木十夜（峰岸佳）、斑尾巽（斉藤壮馬）、杜若葵（木村良平）
27. 1 2 3 4  天ヶ瀬冬馬（寺島拓篤）、御手洗翔太（松岡禎丞）、伊集院北斗（神原大地）、天道輝（仲村宗悟）、桜庭薫（内田雄馬）、柏木翼（八代拓）、都築圭（土岐隼一）、神楽麗（永野由祐）、鷹城恭二（梅原裕一郎）、ピエール（堀江瞬）、渡辺みのり（高塚智人）、伊瀬谷四季（野上翔）、秋山隼人（千葉翔也）、若里春名（白井悠介）、冬美旬（永塚拓馬）、榊夏来（渡辺紘）、蒼井享介（山谷祥生）、蒼井悠介（菊池勇成）、硲道夫（伊東健人）、舞田類（榎木淳弥）、山下次郎（中島ヨシキ）、清澄九郎（中田祐矢）、猫柳キリオ（山下大輝）、華村翔真（バレッタ裕）、握野英雄（熊谷健太郎）、木村龍（濱健人）、信玄誠司（増元拓也）、紅井朱雀（益山武明）、黒野玄武（深町寿成）、神谷幸広（狩野翔）、東雲荘一郎（天﨑滉平）、アスラン＝ベルゼビュートII世（古川慎）、卯月巻緒（児玉卓也）、水嶋咲（小林大紀）、大河タケル（寺島惇太）、円城寺道流（濱野大輝）、牙崎漣（小松昌平）、岡村直央（矢野奨吾）、橘志狼（古畑恵介）、姫野かのん（村瀬歩）、秋月涼（三瓶由布子）、兜大吾（浦尾岳大）、九十九一希（比留間俊哉）、葛之葉雨彦（笠間淳）、北村想楽（汐谷文康）、古論クリス（駒田航）、天峰秀（伊瀬結陸）、花園百々人（宮﨑雅也）、眉見鋭心（大塚剛央）
28. 1 2 3  御手洗翔太（松岡禎丞）、柏木翼（八代拓）、都築圭（土岐隼一）、ピエール（堀江瞬）、蒼井悠介（菊池勇成）、信玄誠司（増元拓也）、華村翔真（バレッタ裕）、清澄九郎（中田祐矢）、若里春名（白井悠介）、神谷幸広（狩野翔）、卯月巻緒（児玉卓也）、姫野かのん（村瀬歩）、舞田類（榎木淳弥）、秋月涼（三瓶由布子）、北村想楽（汐谷文康）、花園百々人（宮﨑雅也）
29. ↑  カリスト（小林千晃）、ギータ（千葉翔也）、ベス（榎木淳弥）、ドラン（武内駿輔）
30. 1 2 3 4  畠中祐、野上翔、八代拓、榎木淳弥、ランズベリー・アーサー、髙坂篤志、益山武明、千葉翔也
31. ↑  畠中祐、野上翔、榎木淳弥、益山武明